# Revolución de Septiembre
Revolución de Septiembre es el nombre dado al golpe de Estado acontecido en Portugal el 9 de septiembre de 1836 que puso fin al Devorismo y llevó a la promulgación de la constitución de 1838.

## Causas
Las leyes de Mouzinho da Silveira como la abolición de las capillas cuyos ingresos líquidos fueran inferiores a 200 000 reales anuales, la extinción del impuesto de transmisiones inmobiliarias, excepto en ventas o cambios de bienes raíz provenientes del diezmo eclesiástico y de los fueros, supresión del derecho exclusivo de la Compañía de Vino y del Alto Duero de la exportación de vino y de la fabricación de aguardientes y finalmente una nueva organización judicial en partidos judiciales, después llamados «distritos de relación», que permitieron resolver diversos problemas que la sociedad portuguesa estaba atravesando. Esta línea reformadora continuará en los años siguientes.

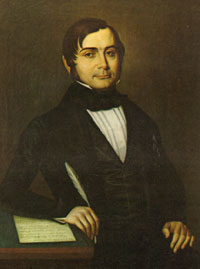
Manuel da Silva Passos, el principal cabecilla de la revolución de Septiembre.

## Desarrollo
En 1836, un nuevo gobierno, en el que Manuel da Silva Passos era la figura dominante, tomó el poder, abolió la Carta Constitucional de 1826 e inició la revolución septembrista. Con esta revolución y el apoyo de la burguesía industrial, del proletariado urbano así como de la clase media y los comerciantes, Manuel da Silva elaboró un vasto programa de reformas en varios ámbitos. Promovió una gran reforma de la enseñanza con la creación de institutos nacionales, fomentó la industria a través de una política proteccionista, la pauta aduanera de 1837, y el apoyo a la política de reconstrucción ultramarina impulsada por el marqués de Sá Bandeira.

## Consecuencias
A pesar de sus esfuerzos, la verdad es que los resultados prácticos de las medidas adoptadas por el septembrismo fueron débiles o nulos. La inestabilidad política, el clima de insurrección y también el hecho de que María II renunciara al texto constitucional que su padre creó impidieron que las reformas fueran eficaces.
En 1842, un nuevo golpe de Estado puso fin al septembrismo y colocó a António Bernardo da Costa Cabral en el poder, que restauró la carta y a la implantación del rotativismo.